# ودیدکاری
ودیدکاری (گرجی: ვედიდკარი) یک منطقه مسکونی در گرجستان است که در سامگرلو-زمو سوانتی واقع شده است.